# Travisiopsis lobifera
Travisiopsis lobifera är en ringmaskart som beskrevs av Levinsen 1885. Travisiopsis lobifera ingår i släktet Travisiopsis och familjen Typhloscolecidae. Inga underarter finns listade i Catalogue of Life.